# Tyson Ross
Tyson William Ross (né le 22 avril 1987 à Berkeley, Californie, États-Unis) est un lanceur droitier au baseball. Il évolue dans les Ligues majeures pour les Rangers du Texas.
Il est le frère aîné du lanceur de baseball Joe Ross.

## Carrière

### Athletics d'Oakland
Tyson Ross est un choix de deuxième ronde des A's d'Oakland en 2008. Il fait ses débuts dans les majeures le 7 avril 2010 avec les A's. En deux manches et un tiers en relève lors de cette première sortie, il n'accorde aucun point aux Mariners de Seattle. Il joue 26 matchs pour les A's la première année, dont 24 dans le rôle de releveur. Sa moyenne de points mérités s'élève à 5,49 en 39 manches et un tiers lancées. Il enregistre son premier sauvetage en carrière, son seul de l'année, le 11 avril contre les Angels de Los Angeles et savoure sa première victoire le 11 mai sur les Rangers du Texas mais ses quatre autres décisions sont des défaites.
En 2011, il entreprend six parties d'Oakland comme lanceur partant et ajoute trois présences en relève. Sa moyenne de points mérités n'est que de 2,75 en 36 manches lancées. Il reçoit trois victoires contre trois défaites.
Alternant encore entre les postes de partant et de releveur, Ross joue 18 parties avec les A's en 2012. Il effectue 13 départs. Ses résultats ne sont guère impressionnants avec une moyenne de points mérités élevée : 6,50 en 73 manches et un tiers au monticule. Gagnant de deux parties, il subit 11 défaites.

### Padres de San Diego
Le 16 novembre 2012, les A's d'Oakland échangent Tyson Ross et le joueur de premier but des ligues mineures A. J. Kirby-Jones aux Padres de San Diego contre le joueur d'avant-champ Andy Parrino et le lanceur gaucher Andrew Werner.
Ross est invité au match des étoiles 2014. Ross est le meilleur lanceur partant des Padres avec une brillante moyenne de points mérités de 2,81 en 195 manches et deux tiers lancées en 2014. En 31 départs, il remporte 13 victoires contre 14 défaites avec deux matchs complets, un blanchissage et 195 retraits sur des prises. Son premier match complet et blanchissage en carrière est réussi le 2 juillet 2014 contre Cincinnati.
Le 22 septembre 2015, Ross réussit son 200e retrait sur des prises de la saison. Lui et son coéquipier James Shields forment le premier duo en 47 ans d'histoire des Padres à en compter au moins 200 en une année.
En 2015, il est le lanceur partant de la Ligue nationale qui effectue le plus de départs (33). Il maintient une moyenne de points mérités de 3,26 en 196 manches lancées.
Au cours de 4 saisons à San Diego, de 2013 à 2016, Tyson Ross joue 100 matchs dont 81 comme lanceur partant. Il en gagne 26 et en perd 35, mais il conserve une brillante moyenne de points mérités de 3,16 en 522 manches, avec 531 retraits sur des prises.
Une blessure à l'épaule le tient à l'écart du jeu toute la saison 2016, à l'exception d'un seul match joué pour San Diego, et en octobre il est opéré car il souffre du syndrome du défilé thoracobrachial.

### Rangers du Texas
Le 19 janvier 2017, Ross signe un contrat d'un an avec les Rangers du Texas.